# Will Perdue
William Edward Perdue (Melbourne, Florida, 29. kolovoza 1965.) umirovljeni je američki profesionalni košarkaš. Igrao je na poziciji centra, a izabran je u 1. krugu (11. ukupno) NBA drafta 1988. od strane Chicago Bullsa.

## NBA karijera
Izabran je kao 11. izbor NBA drafta 1988. od strane Chicago Bullsa. Tijekom osvajanja triju naslova, između 1990. do 1993. godine, Perdue je bio glavna zamjena za startnog centra Billa Cartwrighta. U sezoni 1994./95. Perdue je postao startni centar momčadi te je prosječno postizao 8 poena i 6,7 skokova po utakmici. Nakon dolaska Luca Longleya, Perdue je postao višak na poziciji centra te je mijenjan u San Antonio Spurse u zamjenu za Dennisa Rodmana. U sezoni 1998./99., u dresu Spursa, Perdue je prosječno postizao 2,4 poena i 3,7 skokova po utakmici te je i osvojio svoj četvrti NBA prsten. U kolovozu 1999. Perdue je ponovno potpisao za Bullse te je u sezoni 1999./00., u 67 nastupa od toga 15 u početnoj petorci, prosječno postizao 2,5 poena i 3,9 skokova. Nakon završetka sezone, Perdue je otpušten te je potpisao za Portland Trail Blazerse. U 13 odigranih utakmica prosječno je postizao 1,3 poena, 1,4 skoka za samo 4,5 minuta u igri. U svojoj trinaestogodišnjoj NBA karijeri, Perdue je ostvario prosjeke od 4,7 poena i 4,9 skokova po utakmici.

## Vanjske poveznice
- Profil na NBA.com
- Profil  Arhivirana inačica izvorne stranice od 26. studenoga 2015. (Wayback Machine) na Basketball-Reference.com